# Tegastes fernandici
Tegastes fernandici is een eenoogkreeftjessoort uit de familie van de Tegastidae. De wetenschappelijke naam van de soort is voor het eerst geldig gepubliceerd in 1979 door Pallares.